# Jakob Reimer (Benediktiner)
Jakobus Reimer OSB (* 8. August 1877 in Mauerkirchen; † 7. Oktober 1958 in Oberwang) war ein österreichischer Benediktinerabt.

## Leben
August Reimer war das fünfte von acht Kindern des Hufschmieds Johann Reimer. Nach der Matura im Jesuitengymnasium am Freinberg bei Linz wollte er zunächst Mitglied der Gesellschaft Jesu werden, trat aber nach dem Theologiestudium 1901 in das Benediktinerstift Seitenstetten in der Diözese St. Pölten ein und absolvierte ein Lehramtsstudium für neuere Sprachen in Innsbruck, wo er 1908  sub auspiciis imperatoris zum Doktor der Philosophie promoviert wurde. Er war dann Lehrer am Stiftsgymnasium in Seitenstetten und Internatsdirektor, gründete 1918 in Wien-Währing die „Laiengemeinschaft mit dem Zweck der Sühne“, deren spirituelle Basis sich an der Benediktsregel orientierte und wurde schließlich zum Administrator der Abtei Michaelbeuern berufen.
1928 übernahm er anstelle des Abtes Cölestin Baumgartner die Leitung des Stiftes Lambach. Er empfing am 25. Juli 1929 vom Linzer Bischof Johannes Maria Gföllner in Lambach die Abtsweihe. Von 1930 bis 1931 hatte er das Amt des Rektors und Administrators des Benediktinerkollegs in Salzburg inne. 1931 wurde er in der Nachfolge des zurückgetretenen Petrus Klotz zweiter Erzabt und 84. Abt des Stiftes St. Peter.
Er konnte den wirtschaftlichen Ruin der Salzburger Erzabtei 1938 abwenden und gründete ein Gymnasium, das aber nicht lange Bestand hatte. Seine Amtszeit war geprägt vom Zweiten Weltkrieg, die die Auflösung des Klosters und die Vertreibung der Mönche brachte. 1942 wurde er nach der Beschlagnahme der Erzabtei durch die Gestapo „gauverwiesen“ und zog sich in das Domizil seiner Studentenzeit nach Oberwang bei Mondsee zurück. An der Oberwanger Konradskirche befand sich auch die Niederlassung der von ihm gegründeten Laiengemeinschaft, der die Künstlerin Lydia Roppolt angehörte. 
Am 24. September 1945 kehrte er nach Salzburg zurück. Nach dem Rücktritt des Abtes Lambert Zauner wurde ihm 1946 noch einmal bis 1948 zusätzlich die Leitung des Klosters Lambach übertragen. 1956 legte er sein Amt nieder und ging wieder nach Oberwang, wo er am 7. Oktober 1958 starb. Er fand am 10. Oktober 1958 in der Äbtegruft von St. Peter seine letzte Ruhestätte.
Reimer war als Schriftsteller tätig. Er schrieb zwischen 1911 und 1914 das Drama Christus, das ab 1915 als Textgrundlage für die Passionsspiele Thiersee dienen sollte, kriegsbedingt allerdings erst 1921 uraufgeführt wurde. Es wurde sechsfach neu aufgelegt. Bis 2016 diente Reimers Christus als Text für die regelmäßig stattfindenden Passionsspiele Thiersee.

## Dramen
- Christus. Dramatische Dichtung. Brixen: Tyrolia, 1914.
- Udo von Sitansteten. Schauspiel. Wien: Verlag der Reichspost, 1917.
- St. Benedicta (ungedrucktes Schauspiel).